# Calaxiopsis
Calaxiopsis är ett släkte av kräftdjur. Calaxiopsis ingår i familjen Calocarididae.
Kladogram enligt Catalogue of Life:
| Calaxiopsis | \| \| Calaxiopsis felix \| \| \| \| \| \| Calaxiopsis serrata \| \| \| \| |
|             | \| \| Calaxiopsis felix \| \| \| \| \| \| Calaxiopsis serrata \| \| \| \| |
|             | Ambiaxius                                                                 |
|             |                                                                           |
|             | Calastacus                                                                |
|             |                                                                           |
|             | Calocaris                                                                 |
|             |                                                                           |
|             | Eucalastacus                                                              |
|             |                                                                           |
|             | Lophaxius                                                                 |
|             |                                                                           |
|             | Calaxiopsis felix                                                         |
|             |                                                                           |
|             | Calaxiopsis serrata                                                       |
|             |                                                                           |

|  | Calaxiopsis felix   |
|  |                     |
|  | Calaxiopsis serrata |
|  |                     |